# Erupcja freatyczna

Erupcja freatyczna:
1. Chmura pary wodnej
2. Kanał lawowy
3. Warstwy lawy i popiołów
4. Warstwy geologiczne
5. Poziom wód gruntowych
6. Eksplozja
7. Komora wulkaniczna

Erupcje freatyczne (starogrec. φρέαρ phréar (dopełniacz φρέατος phréatos) ‘studnia’) – erupcje spowodowane ciśnieniem pary wodnej powstałej na kontakcie wody z gorącą magmą. Gdy wody (gruntowe, opadowe, morskie) dostają się w pobliże magmy, zamieniają się w parę wodną. Para, gdy nagromadzi się w dużej ilości lub też wytworzy się w sposób nagły, doprowadza do erupcji. Produktami erupcji, oprócz pary wodnej, jest stary, rozdrobniony materiał piroklastyczny. W wyniku erupcji freatycznych powstają np. maary.